# Doctor Khumalo
Doctor Khumalo (* 26. Juni 1967 in Soweto; eigentlich Theophilus Khumalo) ist ein ehemaliger südafrikanischer Fußballspieler sowie -trainer.

## Karriere
Doctor Khumalo startete seine Karriere 1987 bei den Kaizer Chiefs, wo er bis 1995 spielte. Sechs Monate lang gab er dann 1995 ein kurzes Gastspiel bei Ferro Carril Oeste in der argentinischen Liga, bevor er von 1995 bis 1998 in der Major League Soccer bei Columbus Crew spielte. Von 1998 bis zu seinem Karriereende 2004 spielte er dann wieder für die Kaizer Chiefs.
Nach seiner aktiven Laufbahn war er zwischen 2003 und 2005 sowie 2012 und 2017 Co-Trainer der Kaizer Chiefs. Seine letzte Trainerstation war bis Juni 2018 bei Baroka FC.
Khumalo gilt trotz der wenig internationalen Erfahrung als einer der besten südafrikanischen Fußballspieler aller Zeiten. In der südafrikanischen Premier Soccer League schoss er in 380 Spielen 74 Tore.

## Erfolge
- 1990 – Südafrikanischer Meister
- 1992 – Südafrikanischer Fußballspieler des Jahres
- 1996 – Afrika-Meister mit Südafrika
- 2004 – 62. Platz zur Wahl des größten Südafrikaners des Jahres 2004